# Gabriel Falcão
Gabriel Falcão (5 de julio de 2003) es un deportista brasileño que compite en judo. Ganó dos medallas en los Juegos Panamericanos de 2023 y una medalla en el Campeonato Panamericano de Judo de 2025.

## Palmarés internacional
| Juegos Panamericanos    | Juegos Panamericanos | Juegos Panamericanos | Juegos Panamericanos |
| Año                     | Lugar                | Medalla              | Categoría            |
| ----------------------- | -------------------- | -------------------- | -------------------- |
| 2023                    | Santiago (Chile)     | Medalla de oro       | –73 kg               |
| 2023                    | Santiago (Chile)     | Medalla de plata     | Equipo mixto         |
| Campeonato Panamericano |                      |                      |                      |
| Año                     | Lugar                | Medalla              | Categoría            |
| 2025                    | Santiago (Chile)     | Medalla de oro       | –81 kg               |